# GPR64
سری‌سازی داده‌ها شکست خورد.
گیرندهٔ شمارهٔ ۶۴ جفت‌شونده با پروتئین جی (انگلیسی: G protein-coupled receptor 64) که با نام HE6 هم شناخته می‌شود، یک پروتئین است که در انسان توسط ژن «ADGRG2» کُدگذاری می‌شود.
این گیرنده یکی از اعضای خانوادهٔ بزرگ «گیرنده‌های جفت‌شونده با پروتئین جی، ویژهٔ چسبندگی» است.
این گیرنده، در بخشی از مجاری دستگاه تناسلی مردان (در محلی که بازجذب مایعات موجود در مایع بیضوی و منی صورت می‌گیرد) دیده می‌شود.

## اهمیت بالینی
بیان این پروتئین در برخی انواع مدولوبلاستوما (نوعی تومور مغزی کودکان)، سارکوم یوئینگ و همچنین سارکوم‌های نشأت‌گرفته از پروستات، کلیه و ریه شدت می‌گیرد. ریکتر و همکارانش ثابت کردند که این پروتئین حالت تهاجمی و احتمال متاستاز سرطانی را از طریق فاکتور رشد جفتی و MMP1 افزایش می‌دهد.